# Светско првенство у фудбалу 1990.
Светско првенство у фудбалу 1990. било је 14. по реду Светско фудбалско првенство. Одржано је у Италији од 8. јуна до 8. јула 1990. године. Фифа је Италију одабрала као домаћина 19. маја 1984. године. Италија је постала друга земља у којој је првенство одржано по два пута после Мундијала у Мексику 1986. године.
У финалу је Западна Немачка победила Аргентину с резултатом 1 : 0. Ове две репрезентације састале су се такође у финалу претходног првенства када је Аргентина Западну Немачку победила са 3 : 2. Западна Немачка нашла се трећи пут за редом у финалу што ће у наредна три турнира поновити Бразил. Италија је завршила такмичење као трећепласирана екипа, победивши Енглеску у утакмици за треће место, док су обе екипе изгубиле полуфинале након извођења једанаестераца.
Овај турнир је био последњи на коме је учествовала Западна Немачка, јер се неколико месеци касније (у октобру) ујединила с Источном Немачком. Ово је такође био последњи турнир на коме су учествовале репрезентације Совјетског Савеза, Чехословачке и СФР Југославије услед распада ових земаља који је уследио у наредном периоду. Репрезентацију Југославије на овом првенству предводио је Ивица Осим. Југославија се састала с оба учесника финала; од Западне Немачке изгубила је у групи са 4 : 1, а испала је од Аргентине у четвртфиналу после извођења једанаестераца.
Светско првенство у фудбалу 1990. сматра се најнезанимљивијим услед малог броја голова (најмањи просечни број голова по утакмици — 2,21), великог броја искључења (први пут у финалу) и незанимљивог финала. Дефанзивне тактике и одуговлачење током утакмица навело је Фифу да уведе забрану враћања лопте голману 1992. године, те је ово првенство било последње на коме је голман смео да ухвати лопту у руке након што му је исту вратио ногом неко од саиграча. Такође, ово је последње првенство где је победник у групној фази добијао два бода за победу будући да се од следећег издања добијало по три бода.
На овом првенству се такође први пут догодило да је нека афричка репрезентација направила значајан успех, што је допринело томе да се оне више не сматрају толиким аутсајдерима на турнирима. У питању је репрезентација Камеруна која је победила тадашњег браниоца титуле Аргентину на отварању турнира и била прва у групи у којој су поред Аргентине биле и Румунија и тадашњи вицепрвак Европе Совјетски Савез. Камерун је касније испао од Енглеске у четврфиналу после продужетака. Успех Камеруна је био један од разлога да се КАФ-у (Афричкој фудбалској конфедерацији) додели још једно место на наредном Светском првенству.

## Квалификације и дисквалификације
Репрезентације 116 земаља су почеле квалификациони процес 1988. године. Од тога, 22 екипе су избориле учешће кроз квалификације, док су домаћин Италија и актуелни првак Аргентина имали загарантована места. Три репрезентације су се квалификовале за такмичење по први пут: Костарика (предвођена Бором Милутиновићем), Република Ирска и УАЕ.
Репрезентација САД је поново учествовала на првенству након 40 година паузе, док је Египат први пут наступао након 1934. Колумбија се појавила први пут након 1962.
Међу тимовима који се нису квалификовали била је репрезентација Француске, полуфиналиста на претходна два такмичења 1986. и 1982, као и репрезентација Пољске, која је учествовала на претходних 4 такмичења (где је 2 пута била трећепласирана), те пропустила прво такмичење од 1970.
Репрезентација Мексика је дисквалификована из квалификација, након што је на претходно омладинско такмичење послала знатно старијег и искуснијег играча. Такође, у јужноамеричким квалификацијама дошло је до инцидента због кога ће Чиле бити дисквалификован са наредног такмичења. Наиме, у утакмици последњег кола квалификација против Бразила, голман Чилеа Роберто Рохас, глумио је повреду коју је наводно задобио тако што су навијачи на терен бацили упаљену бакљу. Рохас је покушао да исценира скандал како би Бразил био дисквалификован са такмичења. Уместо тога, међу фоторепортерима су пронађени снимци који доказују да Рохаса није погодила бакља, већ је пала неколико метара од њега, а он себе жилетом посекао како би деловао повређен. Након достављања доказа, Фифа је доделила победу Бразилу службеним резултатом 2 : 0 (утакмица је прекинута при резултату 1 : 0), док је Бразилу на тој утакмици одговарао и нерешен резултат за пролазак на завршни турнир. Тако је Чиле остао без учешћа на првенству 1990, а Фифа их је додатно суспендовала из квалификација за такмичење у САД 1994. године.

### Списак квалификованих репрезентација
Следеће 24 репрезентације су се квалификовале за завршни турнир:
| Азија (2) - Јужна Кореја - УАЕ Африка (2) - Египат - Камерун | Северна Америка, Средња Америка и Кариби (2) - Костарика - Сједињене Државе Јужна Америка (4) - Аргентина (актуелни првак) - Бразил - Колумбија - Уругвај Океанија (0) - Нико се није квалификовао | Европа (14) - Аустрија - Белгија - Енглеска - Западна Немачка - Ирска - Италија (домаћин) - Југославија - Румунија - Совјетски Савез - Холандија - Чехословачка - Шведска - Шкотска - Шпанија |

## Стадиони
Такмичење се одиграло у дванаест градова широм Италије.
| Град    | Стадион                       | Капацитет | Кругови                                         |
| Бари    | Свети Никола                  | 56.000    | Први круг, други круг, утакмица за 3. место     |
| Болоња  | Стадион Ренато Дал'Ара        | 39.000    | Први круг, други круг                           |
| Каљари  | Стадион Сант Елија            | 40.000    | Први круг                                       |
| Фиренца | Стадион Артемио Франки        | 41.000    | Први круг, четвртфинале                         |
| Ђенова  | Стадион Луиђи Ферарис         | 35.000    | Први круг, други круг                           |
| Милано  | Стадион Ђузепе Меаца          | 85.700    | Први круг, други круг, четвртфинале             |
| Напуљ   | Стадион Сан Пауло             | 74.000    | Први круг, други круг, четвртфинале, полуфинале |
| Палермо | Стадион Ренцо Барбера         | 36.000    | Први круг                                       |
| Рим     | Стадион Олимпико              | 81.000    | Први круг, други круг, четвртфинале, финале     |
| Торино  | Стадион деле Алпи             | 68.000    | Први круг, други круг, полуфинале               |
| Удине   | Стадион Фријули               | 38.000    | Први круг                                       |
| Верона  | Стадион Маркантонио Бентегоди | 42.000    | Први круг, други круг                           |

## Такмичење по групама
| Група А Група Б Група Ц | Група Д Група Е Група Ф |

### Група А
|    | Репрезентација   | И | П | Н | И | ДГ | ПГ | ГР | Бод. |
| -- | ---------------- | - | - | - | - | -- | -- | -- | ---- |
| 1. | Италија          | 3 | 3 | 0 | 0 | 4  | 0  | +4 | 6    |
| 2. | Чехословачка     | 3 | 2 | 0 | 1 | 6  | 3  | +3 | 4    |
| 3. | Аустрија         | 3 | 1 | 0 | 2 | 2  | 3  | -1 | 2    |
| 4. | Сједињене Државе | 3 | 0 | 0 | 3 | 2  | 8  | -6 | 0    |

| Италија     | 1 : 0    | Аустрија |
| ----------- | -------- | -------- |
| Скилачи 78’ | извештај |          |

| Сједињене Државе | 1 : 5    | Чехословачка                                                   |
| ---------------- | -------- | -------------------------------------------------------------- |
| Калиђури 60’     | извештај | Скухрави 26’ 78’ · Билек 40’ (пен.) · Хашек 50’ · Лухови 90+3’ |

| Италија    | 1 : 0    | Сједињене Државе |
| ---------- | -------- | ---------------- |
| Ђанини 11’ | извештај |                  |

| Аустрија | 0 : 1    | Чехословачка     |
| -------- | -------- | ---------------- |
|          | извештај | Билек 31’ (пен.) |

| Италија               | 2 : 0    | Чехословачка |
| --------------------- | -------- | ------------ |
| Скилачи 9’ · Бађо 78’ | извештај |              |

| Аустрија               | 2 : 1    | Сједињене Државе |
| ---------------------- | -------- | ---------------- |
| Огрис 49’ · Родакс 63’ | извештај | Мареј 83’        |

### Група Б
|    | Репрезентација  | И | П | Н | И | ДГ | ПГ | ГР | Бод. |
| -- | --------------- | - | - | - | - | -- | -- | -- | ---- |
| 1. | Камерун         | 3 | 2 | 0 | 1 | 3  | 5  | -2 | 4    |
| 2. | Румунија        | 3 | 1 | 1 | 1 | 4  | 3  | +1 | 3    |
| 3. | Аргентина       | 3 | 1 | 1 | 1 | 3  | 2  | +1 | 3    |
| 4. | Совјетски Савез | 3 | 1 | 0 | 2 | 4  | 4  | 0  | 2    |

| Аргентина | 0 : 1    | Камерун        |
| --------- | -------- | -------------- |
|           | извештај | Омам-Бијик 67’ |

| Совјетски Савез | 0 : 2    | Румунија               |
| --------------- | -------- | ---------------------- |
|                 | извештај | Лакатуш 41’ 55’ (пен.) |

| Аргентина                | 2 : 0    | Совјетски Савез |
| ------------------------ | -------- | --------------- |
| Трољо 27’ · Буручага 79’ | извештај |                 |

| Камерун      | 2 : 1    | Румунија   |
| ------------ | -------- | ---------- |
| Мила 76’ 86’ | извештај | Балинт 88’ |

| Аргентина  | 1 : 1    | Румунија   |
| ---------- | -------- | ---------- |
| Монзон 62’ | извештај | Балинт 68’ |

| Камерун | 0 : 4    | Совјетски Савез                                                |
| ------- | -------- | -------------------------------------------------------------- |
|         | извештај | Протасов 20’ · Зигмантович 29’ · Заваров 52’ · Добровољски 63’ |

### Група Ц
|    | Репрезентација | И | П | Н | И | ДГ | ПГ | ГР | Бод. |
| -- | -------------- | - | - | - | - | -- | -- | -- | ---- |
| 1. | Бразил         | 3 | 3 | 0 | 0 | 4  | 1  | +3 | 6    |
| 2. | Костарика      | 3 | 2 | 0 | 1 | 3  | 2  | +1 | 4    |
| 3. | Шкотска        | 3 | 1 | 0 | 2 | 2  | 3  | -1 | 2    |
| 4. | Шведска        | 3 | 0 | 0 | 3 | 3  | 6  | -3 | 0    |

| Бразил         | 2 : 1    | Шведска    |
| -------------- | -------- | ---------- |
| Карека 40’ 63’ | извештај | Бролин 79’ |

| Костарика  | 1 : 0    | Шкотска |
| ---------- | -------- | ------- |
| Кајасо 49’ | извештај |         |

| Бразил    | 1 : 0    | Костарика |
| --------- | -------- | --------- |
| Милер 33’ | извештај |           |

| Шведска       | 1 : 2    | Шкотска                        |
| ------------- | -------- | ------------------------------ |
| Стремберг 86’ | извештај | Мекол 11’ · Џонстон 81’ (пен.) |

| Бразил    | 1 : 0    | Шкотска |
| --------- | -------- | ------- |
| Милер 81’ | извештај |         |

| Шведска     | 1 : 2    | Костарика                |
| ----------- | -------- | ------------------------ |
| Екстрем 32’ | извештај | Флорес 75’ · Медфорд 87’ |

### Група Д
|    | Репрезентација  | И | П | Н | И | ДГ | ПГ | ГР | Бод. |
| -- | --------------- | - | - | - | - | -- | -- | -- | ---- |
| 1. | Западна Немачка | 3 | 2 | 1 | 0 | 10 | 3  | +7 | 5    |
| 2. | Југославија     | 3 | 2 | 0 | 1 | 6  | 5  | +1 | 4    |
| 3. | Колумбија       | 3 | 1 | 1 | 1 | 3  | 2  | +1 | 3    |
| 4. | УАЕ             | 3 | 0 | 0 | 3 | 2  | 11 | -9 | 0    |

| УАЕ | 0 : 2    | Колумбија                 |
| --- | -------- | ------------------------- |
|     | извештај | Редин 50’ · Валдерама 85’ |

| Западна Немачка                           | 4 : 1    | Југославија |
| ----------------------------------------- | -------- | ----------- |
| Матеус 28’ 64’ · Клинсман 39’ · Фелер 70’ | извештај | Јозић 55’   |

| Југославија | 1 : 0    | Колумбија |
| ----------- | -------- | --------- |
| Јозић 75’   | извештај |           |

| Западна Немачка                                      | 5 : 1    | УАЕ        |
| ---------------------------------------------------- | -------- | ---------- |
| Фелер 35’ 75’ · Клинсман 37’ · Матеус 47’ · Бајн 58’ | извештај | Исмаил 46’ |

| Западна Немачка | 1 : 1    | Колумбија    |
| --------------- | -------- | ------------ |
| Литбарски 88’   | извештај | Ринкон 90+3’ |

| Југославија                                 | 4 : 1    | УАЕ      |
| ------------------------------------------- | -------- | -------- |
| Сушић 5’ · Панчев 9’ 46’ · Просинечки 90+3’ | извештај | Џума 22’ |

### Група Е
|    | Репрезентација | И | П | Н | И | ДГ | ПГ | ГР | Бод. |
| -- | -------------- | - | - | - | - | -- | -- | -- | ---- |
| 1. | Шпанија        | 3 | 2 | 1 | 0 | 5  | 2  | +3 | 5    |
| 2. | Белгија        | 3 | 2 | 0 | 1 | 6  | 3  | +3 | 4    |
| 3. | Уругвај        | 3 | 1 | 1 | 1 | 2  | 3  | -1 | 3    |
| 4. | Јужна Кореја   | 3 | 0 | 0 | 3 | 1  | 6  | -5 | 0    |

| Белгија                  | 2 : 0    | Јужна Кореја |
| ------------------------ | -------- | ------------ |
| Дегрис 53’ · де Волф 64’ | извештај |              |

| Уругвај | 0 : 0    | Шпанија |
| ------- | -------- | ------- |
|         | извештај |         |

| Белгија                                 | 3 : 1    | Уругвај             |
| --------------------------------------- | -------- | ------------------- |
| Клајстерс 15’ · Шифо 24’ · Кулеманс 47’ | извештај | Пабло Бенгоечеа 73’ |

| Јужна Кореја | 1 : 3    | Шпанија           |
| ------------ | -------- | ----------------- |
| Хвангбо 43’  | извештај | Мичел 23’ 61’ 81’ |

| Белгија     | 1 : 2    | Шпанија                      |
| ----------- | -------- | ---------------------------- |
| Верворт 29’ | извештај | Мичел 26’ (пен.) · Гориз 38’ |

| Јужна Кореја | 0 : 1    | Уругвај       |
| ------------ | -------- | ------------- |
|              | извештај | Фонсека 90+1’ |

### Група Ф
|    | Репрезентација | И | П | Н | И | ДГ | ПГ | ГР | Бод. |
| -- | -------------- | - | - | - | - | -- | -- | -- | ---- |
| 1. | Енглеска       | 3 | 1 | 2 | 0 | 2  | 1  | +1 | 4    |
| 2. | Ирска          | 3 | 0 | 3 | 0 | 2  | 2  | 0  | 3    |
| 3. | Холандија      | 3 | 0 | 3 | 0 | 2  | 2  | 0  | 3    |
| 4. | Египат         | 3 | 0 | 2 | 1 | 1  | 2  | -1 | 2    |

| Енглеска   | 1 : 1    | Ирска    |
| ---------- | -------- | -------- |
| Линекер 9’ | извештај | Шиди 73’ |

| Холандија | 1 : 1    | Египат               |
| --------- | -------- | -------------------- |
| Кифт 58’  | извештај | Абделгани 83’ (пен.) |

| Енглеска | 0 : 0    | Холандија |
| -------- | -------- | --------- |
|          | извештај |           |

| Ирска | 0 : 0    | Египат |
| ----- | -------- | ------ |
|       | извештај |        |

| Енглеска | 1 : 0    | Египат |
| -------- | -------- | ------ |
| Рајт 58’ | извештај |        |

| Ирска    | 1 : 1    | Холандија |
| -------- | -------- | --------- |
| Квин 71’ | извештај | Гулит 11’ |

### Поредак трећепласираних
|    | Гр. | Репрезентација | И | П | Н | И | ДГ | ПГ | ГР | Бод. |
| -- | --- | -------------- | - | - | - | - | -- | -- | -- | ---- |
| 1. | Б   | Аргентина      | 3 | 1 | 1 | 1 | 3  | 2  | +1 | 3    |
| 2. | Д   | Колумбија      | 3 | 1 | 1 | 1 | 3  | 2  | +1 | 3    |
| 3. | Ф   | Холандија      | 3 | 0 | 3 | 0 | 2  | 2  | 0  | 3    |
| 4. | Е   | Уругвај        | 3 | 1 | 1 | 1 | 2  | 3  | -1 | 3    |
| 5. | А   | Аустрија       | 3 | 1 | 0 | 2 | 2  | 3  | -1 | 2    |
| 6. | Ц   | Шкотска        | 3 | 1 | 0 | 2 | 2  | 3  | -1 | 2    |

## Елиминациона фаза
|  | Осмина финала       | Осмина финала    |                        |       | Четвртфинале | Четвртфинале |               |               | Полуфинале | Полуфинале |  |  | Финале | Финале |
|  |                     |                  |                        |       |              |              |               |               |            |            |  |  |        |        |
|  | 24. јун – Торино    |                  |                        |       |              |              |               |               |            |            |  |  |        |        |
|  |                     |                  |                        |       |              |              |               |               |            |            |  |  |        |        |
|  | Бразил              | 0                |                        |       |              |              |               |               |            |            |  |  |        |        |
|  | Бразил              | 0                | 30. јун – Фиренца      |       |              |              |               |               |            |            |  |  |        |        |
|  | Аргентина           | 1                |                        |       |              |              |               |               |            |            |  |  |        |        |
|  | Аргентина           | 1                | Аргентина (пен.)       | 0 (4) |              |              |               |               |            |            |  |  |        |        |
|  | 26. јун – Верона    |                  | Аргентина (пен.)       | 0 (4) |              |              |               |               |            |            |  |  |        |        |
|  |                     | Југославија      | 0 (2)                  |       |              |              |               |               |            |            |  |  |        |        |
|  | Шпанија             | Југославија      | 0 (2)                  | 1     |              |              |               |               |            |            |  |  |        |        |
|  | Шпанија             |                  | 3. јул – Напуљ         | 1     |              |              |               |               |            |            |  |  |        |        |
|  | Југославија (прод.) | 2                |                        |       |              |              |               |               |            |            |  |  |        |        |
|  | Југославија (прод.) | 2                | Аргентина (пен.)       | 1 (4) |              |              |               |               |            |            |  |  |        |        |
|  | 25. јун – Ђенова    |                  | Аргентина (пен.)       | 1 (4) |              |              |               |               |            |            |  |  |        |        |
|  |                     | Италија          | 1 (3)                  |       |              |              |               |               |            |            |  |  |        |        |
|  | Ирска (пен.)        | Италија          | 1 (3)                  | 0 (5) |              |              |               |               |            |            |  |  |        |        |
|  | Ирска (пен.)        | 30. јун – Рим    |                        | 0 (5) |              |              |               |               |            |            |  |  |        |        |
|  | Румунија            | 0 (4)            |                        |       |              |              |               |               |            |            |  |  |        |        |
|  | Румунија            | 0 (4)            | Ирска                  | 0     |              |              |               |               |            |            |  |  |        |        |
|  | 25. јун – Рим       |                  | Ирска                  | 0     |              |              |               |               |            |            |  |  |        |        |
|  |                     | Италија          | 1                      |       |              |              |               |               |            |            |  |  |        |        |
|  | Италија             | Италија          | 1                      | 2     |              |              |               |               |            |            |  |  |        |        |
|  | Италија             |                  | 8. јул – Рим           | 2     |              |              |               |               |            |            |  |  |        |        |
|  | Уругвај             | 0                |                        |       |              |              |               |               |            |            |  |  |        |        |
|  | Уругвај             | 0                | Аргентина              | 0     |              |              |               |               |            |            |  |  |        |        |
|  | 23. јун – Бари      |                  | Аргентина              | 0     |              |              |               |               |            |            |  |  |        |        |
|  |                     | Западна Немачка  | 1                      |       |              |              |               |               |            |            |  |  |        |        |
|  | Чехословачка        | Западна Немачка  | 1                      | 4     |              |              |               |               |            |            |  |  |        |        |
|  | Чехословачка        | 1. јул – Милано  |                        | 4     |              |              |               |               |            |            |  |  |        |        |
|  | Костарика           | 1                |                        |       |              |              |               |               |            |            |  |  |        |        |
|  | Костарика           | 1                | Чехословачка           | 0     |              |              |               |               |            |            |  |  |        |        |
|  | 24. јун – Милано    |                  | Чехословачка           | 0     |              |              |               |               |            |            |  |  |        |        |
|  |                     | Западна Немачка  | 1                      |       |              |              |               |               |            |            |  |  |        |        |
|  | Западна Немачка     | Западна Немачка  | 1                      | 2     |              |              |               |               |            |            |  |  |        |        |
|  | Западна Немачка     |                  | 4. јул – Торино        | 2     |              |              |               |               |            |            |  |  |        |        |
|  | Холандија           | 1                |                        |       |              |              |               |               |            |            |  |  |        |        |
|  | Холандија           | 1                | Западна Немачка (пен.) | 1 (4) |              |              |               |               |            |            |  |  |        |        |
|  | 23. јун – Напуљ     |                  | Западна Немачка (пен.) | 1 (4) |              |              |               |               |            |            |  |  |        |        |
|  |                     | Енглеска         | 1 (3)                  |       | Треће место  | Треће место  |               |               |            |            |  |  |        |        |
|  | Камерун (прод.)     | Енглеска         | 1 (3)                  | 2     | Треће место  | Треће место  |               |               |            |            |  |  |        |        |
|  | Камерун (прод.)     | 1. јул – Напуљ   | 1. јул – Напуљ         | 2     |              |              | 7. јул – Бари | 7. јул – Бари |            |            |  |  |        |        |
|  | Колумбија           | 1. јул – Напуљ   | 1. јул – Напуљ         | 1     |              |              | 7. јул – Бари | 7. јул – Бари |            |            |  |  |        |        |
|  | Колумбија           | Камерун          | 2                      | 1     | Италија      | 2            |               |               |            |            |  |  |        |        |
|  | 26. јун – Болоња    | Камерун          | 2                      |       | Италија      | 2            |               |               |            |            |  |  |        |        |
|  |                     | Енглеска (прод.) | 3                      |       | Енглеска     | 1            |               |               |            |            |  |  |        |        |
|  | Енглеска(прод.)     | Енглеска (прод.) | 3                      | 1     | Енглеска     | 1            |               |               |            |            |  |  |        |        |
|  | Енглеска(прод.)     |                  |                        | 1     |              |              |               |               |            |            |  |  |        |        |
|  | Белгија             | 0                |                        |       |              |              |               |               |            |            |  |  |        |        |
|  | Белгија             | 0                |                        |       |              |              |               |               |            |            |  |  |        |        |

### Осмина финала
| Камерун        | 2 : 1 (п. с. н.) | Колумбија  |
| -------------- | ---------------- | ---------- |
| Мила 106’ 108’ | извештај         | Редин 115’ |

| [[Фудбалска репрезентација Чехословачке {{{altlink2}}}\|Чехословачка]] | 4 : 1    | Костарика    |
| ---------------------------------------------------------------------- | -------- | ------------ |
| Скухрави 12’ 63’ 82’ · Кубик 76’                                       | извештај | Гонзалес 55’ |

| Бразил | 0 : 1    | Аргентина  |
| ------ | -------- | ---------- |
|        | извештај | Каниђа 81’ |

| Западна Немачка          | 2 : 1    | Холандија        |
| ------------------------ | -------- | ---------------- |
| Клинсман 51’ · Бреме 85’ | извештај | Куман 89’ (пен.) |

| Ирска                                           | 0 : 0 (п. с. н.) | Румунија                                     |
| ----------------------------------------------- | ---------------- | -------------------------------------------- |
|                                                 | извештај         |                                              |
| Пенали                                          |                  |                                              |
| - Шиди - Хафтон - Таунсенд - Каскарино - О’Лири | 5 : 4            | - Хађи - Лупу - Ротарију - Лупеску - Тимофте |

| Италија                    | 2 : 0    | Уругвај |
| -------------------------- | -------- | ------- |
| - Скилачи 65’ - Серена 83’ | извештај |         |

| Шпанија     | 1 : 2 (п. с. н.) | Југославија       |
| ----------- | ---------------- | ----------------- |
| Салинас 84’ | извештај         | Стојковић 78’ 93’ |

| Енглеска  | 1 : 0 (п. с. н.) | Белгија |
| --------- | ---------------- | ------- |
| Плат 119’ | извештај         |         |

### Четвртфинале
| Аргентина                                          | 0 : 0 (п. с. н.) | Југославија                                                |
| -------------------------------------------------- | ---------------- | ---------------------------------------------------------- |
|                                                    | извештај         |                                                            |
| Пенали                                             |                  |                                                            |
| - Серизуела - Буручага - Марадона - Трољо - Дезоти | 3 : 2            | - Стојковић - Просинечки - Савићевић - Брновић - Хаџибегић |

| Ирска | 0 : 1    | Италија     |
| ----- | -------- | ----------- |
|       | извештај | Скилачи 38’ |

| [[Фудбалска репрезентација Чехословачке {{{altlink2}}}\|Чехословачка]] | 0 : 1    | Западна Немачка   |
| ---------------------------------------------------------------------- | -------- | ----------------- |
|                                                                        | извештај | Матеус 25’ (пен.) |

| Камерун                        | 2 : 3 (п. с. н.) | Енглеска                                    |
| ------------------------------ | ---------------- | ------------------------------------------- |
| - Кунде 61’ (пен.) - Екеке 65’ | извештај         | - Плат 25’ - Линекер 83’ (пен.) 105’ (пен.) |

### Полуфинале
| Аргентина                                        | 1 : 1 (п. с. н.) | Италија                                        |
| ------------------------------------------------ | ---------------- | ---------------------------------------------- |
| Каниђа 67’                                       | извештај         | Скилачи 17’                                    |
| Пенали                                           |                  |                                                |
| - Серизуела - Буручага - Олартикоечеа - Марадона | 4 : 3            | - Барези - Бађо - Агостини - Донадони - Серена |

| Западна Немачка                | 1 : 1 (п. с. н.) | Енглеска                                 |
| ------------------------------ | ---------------- | ---------------------------------------- |
| Бреме 60’                      | извештај         | Линекер 80’                              |
| Пенали                         |                  |                                          |
| - Бреме - Матеус - Ридле - Тон | 4 : 3            | - Линекер - Бирдсли - Плат - Пирс - Водл |

### За 3. место
| Италија                         | 2 : 1    | Енглеска |
| ------------------------------- | -------- | -------- |
| - Бађо 71’ - Скилачи 86’ (пен.) | извештај | Плат 81’ |

### Финале
| Западна Немачка  | 1 : 0    | Аргентина |
| ---------------- | -------- | --------- |
| Бреме 85’ (пен.) | извештај |           |

## Награде
| Победник Светског првенства 1990.           |
| ------------------------------------------- |
| Репрезентација Западне Немачке Трећа титула |

| Добитник Златне копачке: | Добитник Златне лопте: | Добитник награде за фер-плеј: |
| ------------------------ | ---------------------- | ----------------------------- |
| Салваторе Скилачи        | Салваторе Скилачи      | Енглеска                      |

### Тим првенства
| Голман          | Одбрана                               | Средњи терен                                              | Нападачи                                   |
| --------------- | ------------------------------------- | --------------------------------------------------------- | ------------------------------------------ |
| Серхио Гојкочеа | Андреас Бреме Жил Онана Франко Барези | Дијего Марадона Лотар Матеус Драган Стојковић Пол Гаскојн | Салваторе Скилачи Роже Мила Томас Скухрави |

## Репрезентација СФРЈ
Светско првенство у фудбалу 1990. представља последње учешће Југославије пред распад земље. Репрезентација Југославије се релативно лако квалификовала за завршни турнир, на који је дошла са првог места групе 5 европских квалификација, испред Шкотске, која се такође квалификовала. Остале репрезентације у групи биле су Француска, Норвешка и Кипар.
|    | Репрезентација | И | П | Н | И | ДГ | ПГ | ГР  | Бод. |
| -- | -------------- | - | - | - | - | -- | -- | --- | ---- |
| 1. | Југославија    | 8 | 6 | 2 | 0 | 16 | 6  | +10 | 14   |
| 2. | Шкотска        | 8 | 4 | 2 | 2 | 12 | 12 | 0   | 10   |
| 3. | Француска      | 8 | 3 | 3 | 2 | 10 | 7  | +3  | 9    |
| 4. | Норвешка       | 8 | 2 | 2 | 4 | 10 | 9  | +1  | 6    |
| 5. | Кипар          | 8 | 0 | 1 | 7 | 6  | 20 | -14 | 1    |

|             | КИП   | ФРА   | НОР   | ШКО   | ЈУГ   |
| ----------- | ----- | ----- | ----- | ----- | ----- |
| Кипар       | –     | 1 – 1 | 0 – 3 | 2 – 3 | 1 – 2 |
| Француска   | 2 – 0 | –     | 1 – 0 | 3 – 0 | 0 – 0 |
| Норвешка    | 3 – 1 | 1 – 1 | –     | 1 – 2 | 1 – 2 |
| Шкотска     | 2 – 1 | 2 – 0 | 1 – 1 | –     | 1 – 1 |
| Југославија | 4 – 0 | 3 – 2 | 1 – 0 | 3 – 1 | –     |

Атмосфера скорог распада земље, као и звиждуци којима су испраћени у последњој припремној утакмици пред првенство против Холандије у Загребу, нису уздрмали екипу, те је селекција Југославије успешно прошла такмичење по групама. У првом колу, каснији првак Западна Немачка савладала је Југославију са 4:1, али су победе над Колумбијом и Уједињеним Арапским Емиратима донеле друго место у групи Д. У првој утакмици елиминационе фазе, бриљирао је Драган Стојковић, те је са два гола против Шпаније обезбедио дуел са Аргентином у четвртфиналу. Против актуелног првака, Југославија остаје са играчем мање, јер је у 31' искључен Шабанаџовић. Упркос играчу више, није било голова, те утакмица одлази у продужетке и на крају пенале. Пенал серију обележио је промашај пенала Драгана Стојковића, који је играо одлично на турниру. Након Стојковића, голман Југославије Ивковић одбранио је пенал најбољем играчу Аргентине Дијегу Марадони. Иако у четврту пенал серију улази са предношћу, промашаји Брновића и Хаџибегића коштају Југославију полуфинала.
Репрезентацију Југославије са клупе је предводио Ивица Осим, а на списку селектора нашли су се следећи играчи:
| Број дреса | Играч               | Датум рођења        | Клуб                                |
| ---------- | ------------------- | ------------------- | ----------------------------------- |
| 1          | Томислав Ивковић    | 11. август 1960.    | Португалија, Спортинг Лисабон       |
| 2          | Вујадин Станојковић | 10. септембар 1963. | Југославија, Партизан Београд       |
| 3          | Предраг Спасић      | 29. септембар 1965. | Југославија, Партизан Београд       |
| 4          | Зоран Вулић         | 4. октобар 1961.    | Шпанија, Реал Клуб Мајорка          |
| 5          | Фарук Хаџибегић     | 7. октобар 1957.    | Француска, Сошо, Сошо               |
| 6          | Давор Јозић         | 22. септембар 1960. | Италија, ФК Чезена, Чезена          |
| 7          | Драгољуб Брновић    | 2. новембар 1963.   | Француска, Мец, Мец                 |
| 8          | Сафет Сушић         | 13. април 1955.     | Француска, Пари Сен Жермен, Париз   |
| 9          | Дарко Панчев        | 7. септембар 1965.  | Југославија, Црвена звезда, Београд |
| 10         | Драган Стојковић    | 3. март 1965.       | Југославија, Црвена звезда, Београд |
| 11         | Златко Вујовић      | 26. август 1958.    | Француска, Пари Сен Жермен Париз    |
| 12         | Фахрудин Омеровић   | 26. август 1961.    | Југославија, Партизан Београд       |
| 13         | Сречко Катанец      | 16. јул 1963.       | Италија, Сампдорија Ђенова          |
| 14         | Ален Бокшић         | 21. јануар 1970.    | Југославија, Хајдук Сплит           |
| 15         | Роберт Просинечки   | 12. јануар 1969.    | Југославија, Црвена звезда Београд  |
| 16         | Рефик Шабанаџовић   | 2. август 1965.     | Југославија, Црвена звезда Београд  |
| 17         | Роберт Јарни        | 26. октобар 1968.   | Југославија, Хајдук Сплит           |
| 18         | Мирсад Баљић        | 4. март 1962.       | Швајцарска, ФК Сион Сион            |
| 19         | Дејан Савићевић     | 15. септембар 1966. | Југославија, Црвена звезда Београд  |
| 20         | Давор Шукер         | 1. јануар 1968.     | Југославија, Динамо Загреб          |
| 21         | Андреј Панадић      | 9. март 1969.       | Југославија, Динамо Загреб          |
| 22         | Драгоје Лековић     | 21. новембар 1967.  | Југославија, Будућност Титоград     |

## Листа стрелаца
| 6 голова - Салваторе Скилачи 5 голова - Томаш Скухрави 4 гола - Роже Мила - Гари Линекер - Лотар Матеус - Мичел 3 гола - Дејвид Плат - Андреас Бреме - Јирген Клинсман - Руди Фелер 2 гола - Клаудио Каниђа - Карека - Луис Антонио да Коста - Бернардо Редин - Михал Билек - Роберто Бађо - Гаврил Балинт - Маријуш Лакатуш - Давор Јозић - Дарко Панчев - Драган Стојковић | 1 гол - Андреас Огрис - Герхард Родакс - Хорхе Буручага - Педро Монзон - Педро Трољо - Жан Колеманс - Лео Клајстерс - Михел де Волф - Марк Дегрис - Енцо Шифо - Патрик Верворт - Ежен Екеке - Емануел Кунде - Франсоа Омам Бијик - Фреди Ринкон - Карлос Валдерама - Рохер Флорес - Роналд Гонзалез - Ернан Медфорд - Иван Хашек - Лубош Кубик - Милан Лухови - Магди Абделгани - Марк Рајт - Уве Бајн - Пјер Литбарски - Нил Квин - Кевин Шиди - Ђусепе Ђанини - Алдо Серена - Руд Гулит - Вим Кифт - Роналд Куман - Мо Џонстон - Стјуарт Мекол - Кван Хвангбо - Игор Добровољски - Олег Протасов - Александар Заваров - Андреј Зигманович - Алберто Гориз - Хулио Салинас - Томас Бролин - Џони Екстрем - Глен Стромберг - Али Тани Џума - Халид Исмаил Мубарак - Пол Калиџури - Брус Мареј - Пабло Бенгоечеа - Данијел Фонсека - Роберт Просинечки - Сафет Сушић |

## Занимљивости
- У трци за избор домаћина такмичења су били главни фаворити Италија и СССР. Италија је добила више гласова.
- Званична маскота такмичења је била фигура која се звала Ћао. Фигура је била у облику играча у бојама италијанске заставе. Име фигуре је значајно по томе што је име уједно и поздрав на италијанском језику.
- Од свих до сада одржаних Светских првенстава, на овом је постигнуто најмање голова по мечу. Укупно је био 115 голова, односно 2,21 гола по мечу. Укупно време игре је износило 4920 минута, што је у броју голова прерачунато у један гол на сваких 42.7 минута, тј. свега 2.1 гола на 90 минута.
- Бора Милутиновић је предводио дебитанта Костарику са којом је успео да прође групу. У одлучујућој утакмици групне фазе против Шведске, судио је још један представник Југославије на првенству, судија Зоран Петровић. Ово представља други пут за редом за Бору Милутиновића да пролази групе, на претходном првенству је то учинио предводећи тадашњег домаћина Мексико до четвртфинала. Милутиновић ће предводити (сваки пут различите) екипе на наредна три такмичења, што га чини јединим селектором који има пет такмичења за редом. Са свима је пролазио групе, осим 2002. када је предводио Кину. Карлос Алберто Пареира је такође предводио пет различитих селекција на Светским првенствима, а укупно рекордних шест, међутим није то учинио за редом као Милутиновић.
- Четири утакмице одлучене су извођењем једанаестераца, рекорд који је касније изједначен на првенствима 2006, 2014 и 2018.
- Репрезентација Холандије, актуелни првак Европе, имала је незапажен учинак, јер је такмичење завршила без победе, са три нерешене утакмице у групи и поразу у осмини финала од каснијег првака Западне Немачке
- Репрезентација Републике Ирске је дошла до четвртфинала упркос чињеници да је до тог круга дала свега два гола. Ниједну утакмицу нису добили у регуларном времену, већ или у продужецима или на пенале. У четвртфиналу су изгубили од Италије.
- Репрезентација Аргентине је дошла до финала са само 5 постигнутих погодака (рекордно низак број голова за финалисту), победивши у четвртфиналу Југославију и у полуфиналу домаћина Италију након бољег извођења једанаестераца. Због тога, Аргентина је први тим који је прошао две елиминационе фазе бољим извођењем једанаестераца и прва репрезентација чији су играчи искључени у финалу.
- Домаћин Италија је до полуфинала дошла веома импресивно, са свим победама и без примљеног поготка. У полуфиналу је голман Италије Зенга први пут на турниру савладан, а то је учинио Каниђа. Салваторе Скилачи је постигао голове на свакој утакмици, осим једне у групној фази. Био је играч који је последњи позван на списак за турнир, те је поновио сличан успех као Паоло Роси 8 година раније, с тим што је Италија са Росијем освојила турнир 1982.
- У полуфиналу су се као најбоље 4 репрезентације нашле Аргентина, Енглеска, Италија и Западна Немачка, где је свака већ била светски првак раније. Ово је други пут у историји да се то деси, први пут је била на турниру 1970. године.
- Иако је Енглеска прво изгубила у полуфиналу, а затим и у мечу за треће место, навијачи су играче у Енглеској дочекали као хероје. Разлог томе је што је ово такмичење било њихово најбоље од 1966. године, када су победили на првенству у коме су били домаћини.
- Голман Аргентине Нери Пумпидо повредио се на почетку утакмице другог кола, па га је до краја турнира мењао Серхио Гојкочеа. Поред првог голмана, Аргентина је имала проблем и са осталим играчима, те је у финалу због картона била ускраћена за Батисту, Олартикоечеа, Каниђу и Ђустија, док су у самом финалу искључени из игре Монзон и Дезоти.
- Финална утакмица је отворена концертом Три тенора - Пласида Доминга, Лучана Паваротија и Хосе Карераса.
- Након такмичења, објављена је видео-игрица Светско првенство Италија '90.
- Дијего Марадона је потврдио 2005. године трач да је у флаши са водом, која је понуђена бразилском играчу био сипан и лек за спавање.
- Светско првенство 1990. се помиње у немачком филму Збогом Лењине!

### По први пут
- По први пут су се пеналима одлучивали исходи обе полуфиналне утакмице.
- По први и једини пут једна репрезентација из Централе Америке је победила два европска тима: Костарика је победила Шкотску са 1-0 и Шведску са 2-1.
- По први пут је Светско првенство у фудбалу имало званичну песму. То је била Un'estate italiana, коју је компоновао Ђорђо Мородер.
- Финале првенства:
  - По први пут је једна репрезентација играла три пута у финалу за редом - Западна Немачка 1982. и 1986. године. Овај успех је касније поновио Бразил 1994, 1998. и 2002. године.
  - Финале овог првенства било је први (и до сада једини) пут реприза финала са претходног првенства, јер су се 1986. године састали Западна Немачка и Аргентина, која је тада победила.
  - Педро Монзон из Аргентине је први играч икада који је добио црвени картон у финалу и који је морао да напусти финалну утакмицу.
  - По први пут репрезентација која је губила није дала гол: Западна Немачка је постигла гол из пенала који је аргентински голман Серхио Гојкоечеа умало одбранио у 85. минуту игре. Пенал је досуђен након фаула над Рудијем Фелером, а извео га је Андреас Бреме.

### Последњи пут
- Ово је последње првенство у којем је било дозвољено да голмани узму у руке лопту коју им директно шаљу саиграчи и потом је пошаљу другом саиграчу. Ово правило је ступило на снагу пред Светско првенство у фудбалу 1994. Голмани могу лопту да прихвате од једног саиграча и пошаљу је другом саиграчу било којим делом тела, осим руку. Верује се да је ово правило донесено након утакмице између Египта и Републике Ирске, у којој је на тај начин изгубљено много времена и сама утакмица је била знатно продужена.
- Ово је последње првенство у коме су се током такмичења по групама додељивала два бода за победу, јер је од наредног турнира за победу додељивано 3 бода.
- Ово је такође последње првенство у којем су учествовале следеће државе као јединствене: СФРЈ, СССР и Чехословачка. СФРЈ се током 1991. и 1992. распала на пет самосталних држава (СР Југославија, Словенија, Хрватска, Босна и Херцеговина и Македонија). Чехословачка се 1993. године поделила на Чешку и Словачку. СССР се 1991. распао на Русију и 14 мањих држава. Са друге стране, ово је последње првенство када је наступала Западна Немачка, пре уједињења за Источном Немачком у октобру 1990.
- Последњи пут на овом првенству су судије носиле традиционално једноставне дресове обојене у црно. На Светском првенству 1994. је први пут омогућено судијама да бирају боје дресова које би да носе.
- На овом првенству су играчи последњи пут носили дресове на којим су били исписани само бројеви. На Светском првенству 1994. године су играчи на дресовима имали написана презимена или надимке поред бројева.
- Последње првенство америчке авио-компаније Пан Ам као једног од спонзора. Наредне године, 1991. године, Пан Ам је престао да лети и убрзо је компанија угашена.

## Коначни пласман учесника
| Прво место Друго место Треће место Четврто место | Од 5. до 8. места Од 9. до 16. места Од 17. до 24. места |

| Поз                         | Тим              | Г | ИГ | П | Н | И | ГД | ГП | ГР  | Бод. |
| --------------------------- | ---------------- | - | -- | - | - | - | -- | -- | --- | ---- |
| Финале                      |                  |   |    |   |   |   |    |    |     |      |
| 1                           | Западна Немачка  | Д | 7  | 5 | 2 | 0 | 15 | 5  | +10 | 12   |
| 2                           | Аргентина        | Б | 7  | 2 | 3 | 2 | 5  | 4  | +1  | 7    |
| Елиминисани у полуфиналу    |                  |   |    |   |   |   |    |    |     |      |
| 3                           | Италија          | А | 7  | 6 | 1 | 0 | 10 | 2  | +8  | 13   |
| 4                           | Енглеска         | Ф | 7  | 3 | 3 | 1 | 8  | 6  | +2  | 9    |
| Елиминисани у четвртфиналу  |                  |   |    |   |   |   |    |    |     |      |
| 5                           | Југославија      | Д | 5  | 3 | 1 | 1 | 8  | 6  | +2  | 7    |
| 6                           | Чехословачка     | А | 5  | 3 | 0 | 2 | 10 | 5  | +5  | 6    |
| 7                           | Камерун          | Б | 5  | 3 | 0 | 2 | 7  | 9  | -2  | 6    |
| 8                           | Ирска            | Ф | 5  | 0 | 4 | 1 | 2  | 3  | -1  | 4    |
| Елиминисани у осмини финала |                  |   |    |   |   |   |    |    |     |      |
| 9                           | Бразил           | Ц | 4  | 3 | 0 | 1 | 4  | 2  | +2  | 6    |
| 10                          | Шпанија          | Е | 4  | 2 | 1 | 1 | 6  | 4  | +2  | 5    |
| 11                          | Белгија          | Е | 4  | 2 | 0 | 2 | 6  | 4  | +2  | 4    |
| 12                          | Румунија         | Б | 4  | 1 | 2 | 1 | 4  | 3  | +1  | 4    |
| 13                          | Костарика        | Ц | 4  | 2 | 0 | 2 | 4  | 6  | -2  | 4    |
| 14                          | Колумбија        | Д | 4  | 1 | 1 | 2 | 4  | 4  | 0   | 3    |
| 15                          | Холандија        | Ф | 4  | 0 | 3 | 1 | 3  | 4  | -1  | 3    |
| 16                          | Уругвај          | Е | 4  | 1 | 1 | 2 | 2  | 5  | -3  | 3    |
| Елиминисани у групној фази  |                  |   |    |   |   |   |    |    |     |      |
| 17                          | Совјетски Савез  | Б | 3  | 1 | 0 | 2 | 4  | 4  | 0   | 2    |
| 18                          | Аустрија         | А | 3  | 1 | 0 | 2 | 2  | 3  | -1  | 2    |
| 19                          | Шкотска          | Ц | 3  | 1 | 0 | 2 | 2  | 3  | -1  | 2    |
| 20                          | Египат           | Ф | 3  | 0 | 2 | 1 | 1  | 2  | -1  | 2    |
| 21                          | Шведска          | Ц | 3  | 0 | 0 | 3 | 3  | 6  | -3  | 0    |
| 22                          | Јужна Кореја     | Е | 3  | 0 | 0 | 3 | 1  | 6  | -5  | 0    |
| 23                          | Сједињене Државе | А | 3  | 0 | 0 | 3 | 2  | 8  | -6  | 0    |
| 24                          | УАЕ              | Д | 3  | 0 | 0 | 3 | 2  | 11 | -9  | 0    |